# Марсилия четырёхлистная
Марси́лия четырёхли́стная, или четырёхлистный кле́вер (лат. Marsílea quadrifólia) — вид водных папоротников рода Марсилия.
Местные названия: четырёхлистный клевер (в Европе), европейский водный клевер (США), сушни (Индия).

## Распространение
Встречается в центральной и южной Европе, на Кавказе, Афганистане, юго-западной Индии, Китае, Японии и Северной Америке. В США марсилию завезли около 100 лет назад, где она встречается в северо-восточных штатах.
В России растёт в Нижне-Донском, Нижне-Волжском и редко в Заволжском флористических районах, на Северном Кавказе.
Растёт в стоячих водах мелких водоёмов, по илистым берегам рек.

## Ботаническое описание

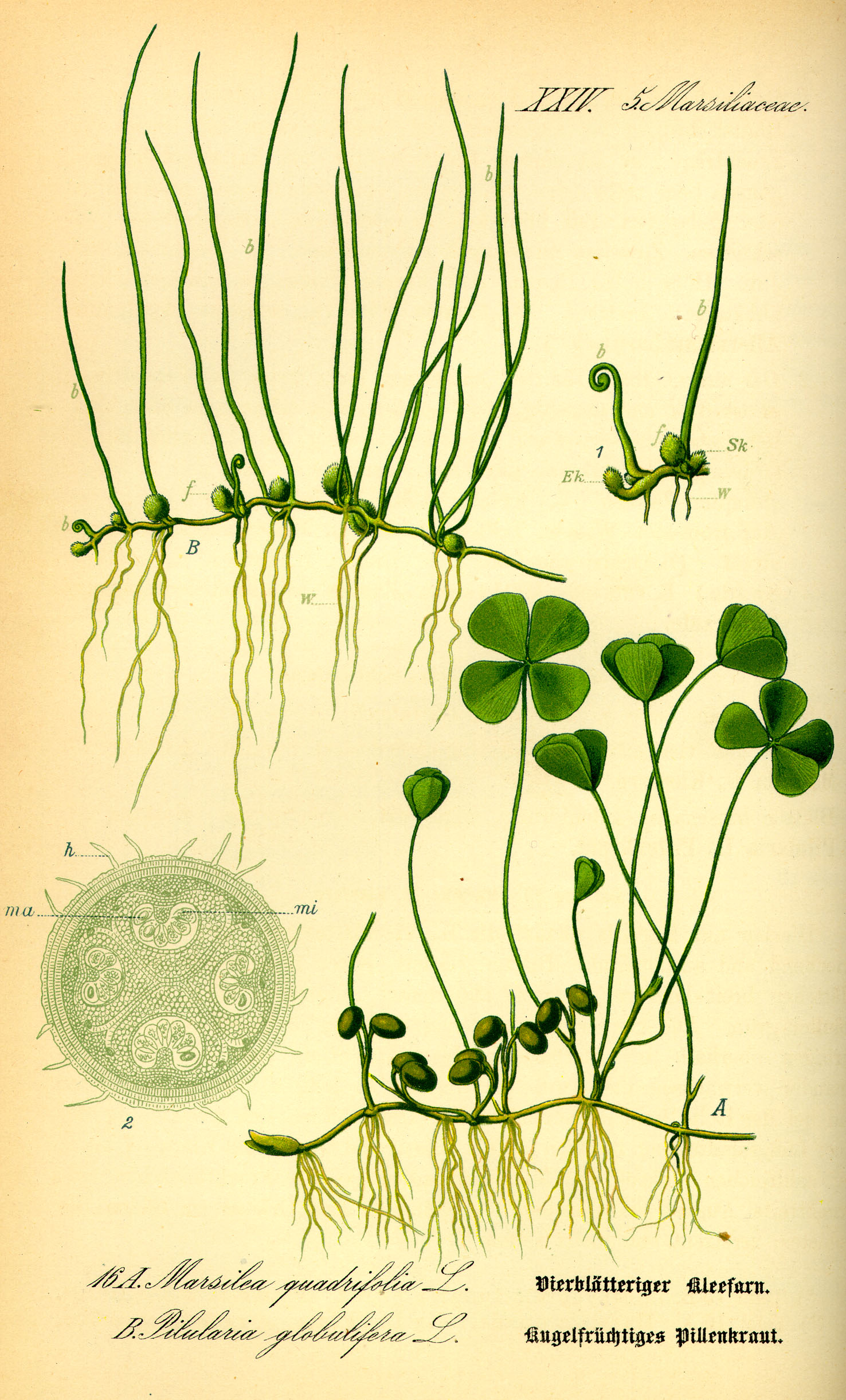
. А — Марсилия четырёхлистная

Водный папоротник со стелющимся корневищем.
От корневища отходят четырёхлопастные листья размером около 2 см, напоминающие четырёхлистный лист клевера, на длинном черешке (до 20 см). В глубокой воде листья плавают на поверхности, на мелководье или на земле — выступают вертикально. Поверхность листа зелёная или синевато-зелёная.
Спорокарп — эллиптический, около 5 мм длиной, тёмно-коричневый на стебле длиной около 2 см, прикреплён к основанию черешка. Период споруляции: с июля по ноябрь. Споры разносятся водой.

### Химический состав
В растении обнаружены алифатические углеводороды, тритерпеноиды, стероиды, высшие жирные кислоты, воск. Корневища и листья содержат фенолкарбоновые кислоты. В спорокарпе обнаружены флавоноиды.